# Schönberg (Schwäbische Alb)
Der Schönberg ist ein 793,6 m ü. NHN hoher Berg der Schwäbischen Alb. Er liegt am Albtrauf bei Pfullingen im Biosphärengebiet Schwäbische Alb. Auf seinem Gipfel steht der Schönbergturm. Unterhalb des Gipfels liegt die Wanne.   

## Lage und Beschreibung
Der Schönberg gehört zur Schwäbischen Alb und liegt im Bereich der Mittleren Kuppenalb oberhalb des Echaztals. Nördlich des Berges liegt die Stadt Pfullingen, auf deren Gemarkung sich der Berg befindet. Südöstlich liegt die Gemeinde Lichtenstein. Nach Süden hin erstreckt sich die Schwäbische Alb mit der Gemeinde Sonnenbühl.     
Den Gipfel des Schönbergs bildet eine Hochebene, auf der das Naturdenkmal Bergwiese Schönberg liegt. An der nordöstlichen Kante der Hochebene steht der Schönbergturm, ein Aussichtsturm des Schwäbischen Albvereins und das Wahrzeichen Pfullingens.    

### Die Wanne
Auf der Nordseite des Berges liegt auf 696,3 m ü. NHN Höhe die Magerwiese Wanne. In der Mitte der Wiese befindet sich eine Baumgruppe mit dem Fritz-Boley-Gedenkstein. An der westlichen und der östlichen Spitze der Wanne befinden sich Aussichtspunkte. Der östliche Aussichtspunkt wird von Gleitschirmfliegern gern als Startfläche genutzt. Am westlichen Aussichtspunkt befindet sich eine Grillstelle. Die Wanne verfügt ferner über eine Schutzhütte mit Grillplatz.

### Verkehrsanbindung  und Wanderwege
Rund um die Hochebene und quer über die Wanne verlaufen Wanderpfade. Zu Fuß ist der Aufstieg auf den Schönberg und zur Wanne über zahlreiche Wanderwege von Pfullingen und Lichtenstein aus möglich. Weitere Wanderwege führen auf gleicher Höhe beispielsweise zum Wackerstein, zur Nebelhöhle, zum Schloss Lichtenstein und nach Sonnenbühl. Der Schwarzwald-Schwäbische-Alb-Allgäu-Weg (HW 5) verläuft über den Schönberg.
Die Wanne ist mit dem Auto erreichbar und verfügt über einen Wanderparkplatz. Die Auf- und Abfahrt zur Wanne erfolgt durch das Lippental an der Ostseite des Schönberges von der B 312 her. Über den größten Teil der Strecke trennen sich Zu- und Abfahrt und verlaufen separat als Einbahnstraßen. Vom Wanderparkplatz auf der Wanne führt zwar eine Straße auf die Hochebene des Schönbergs, die jedoch für den öffentlichen Straßenverkehr gesperrt ist. Der Aufstieg ist vom Wanderparkplatz aus über die Straße oder verschiedene Wanderpfade zu Fuß möglich und dauert, je nach Route, etwa 20 bis 60 Minuten.

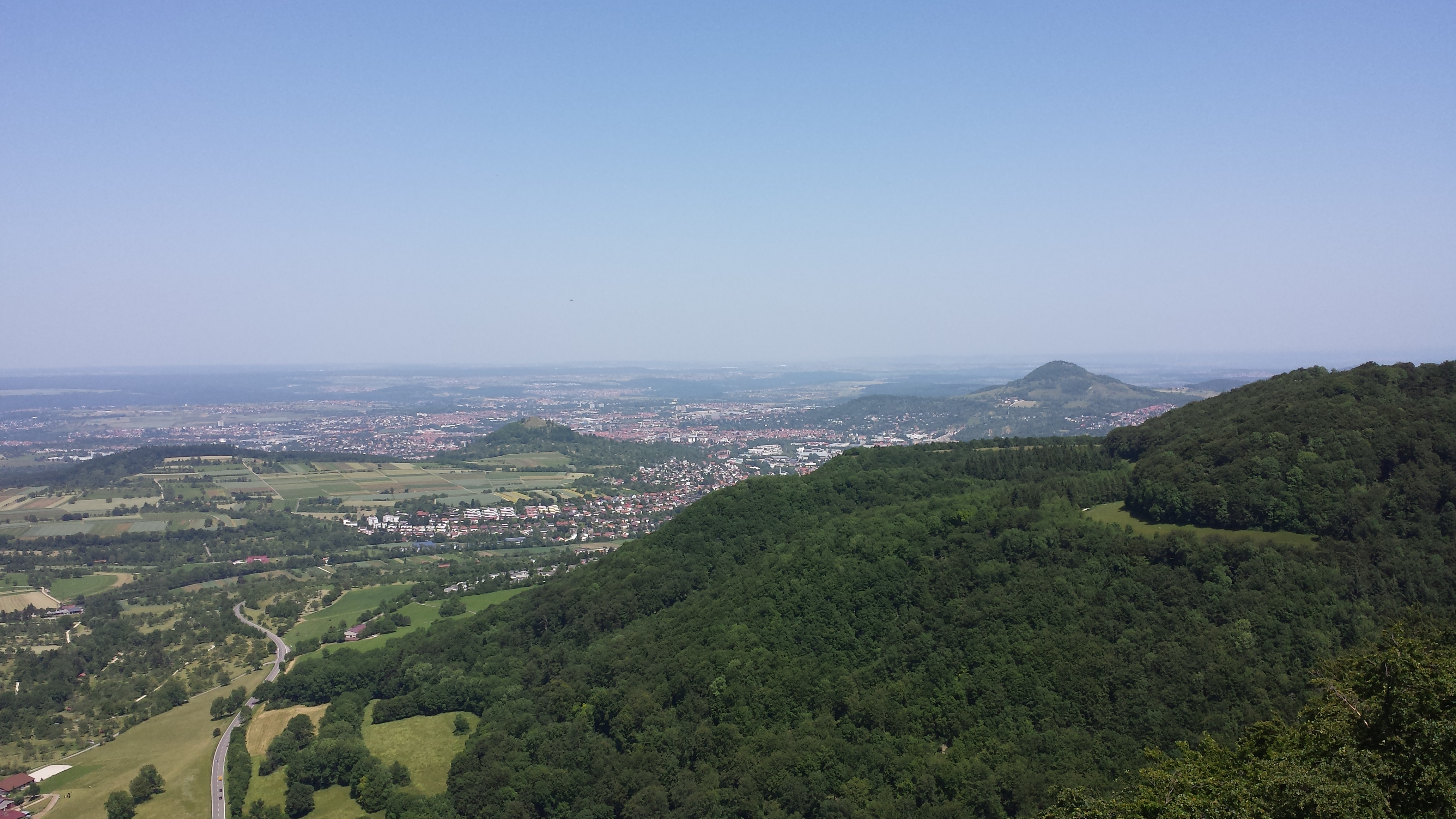
Der Schönberg mit der Wanne (im rechten Bilddrittel) von Süden aus.
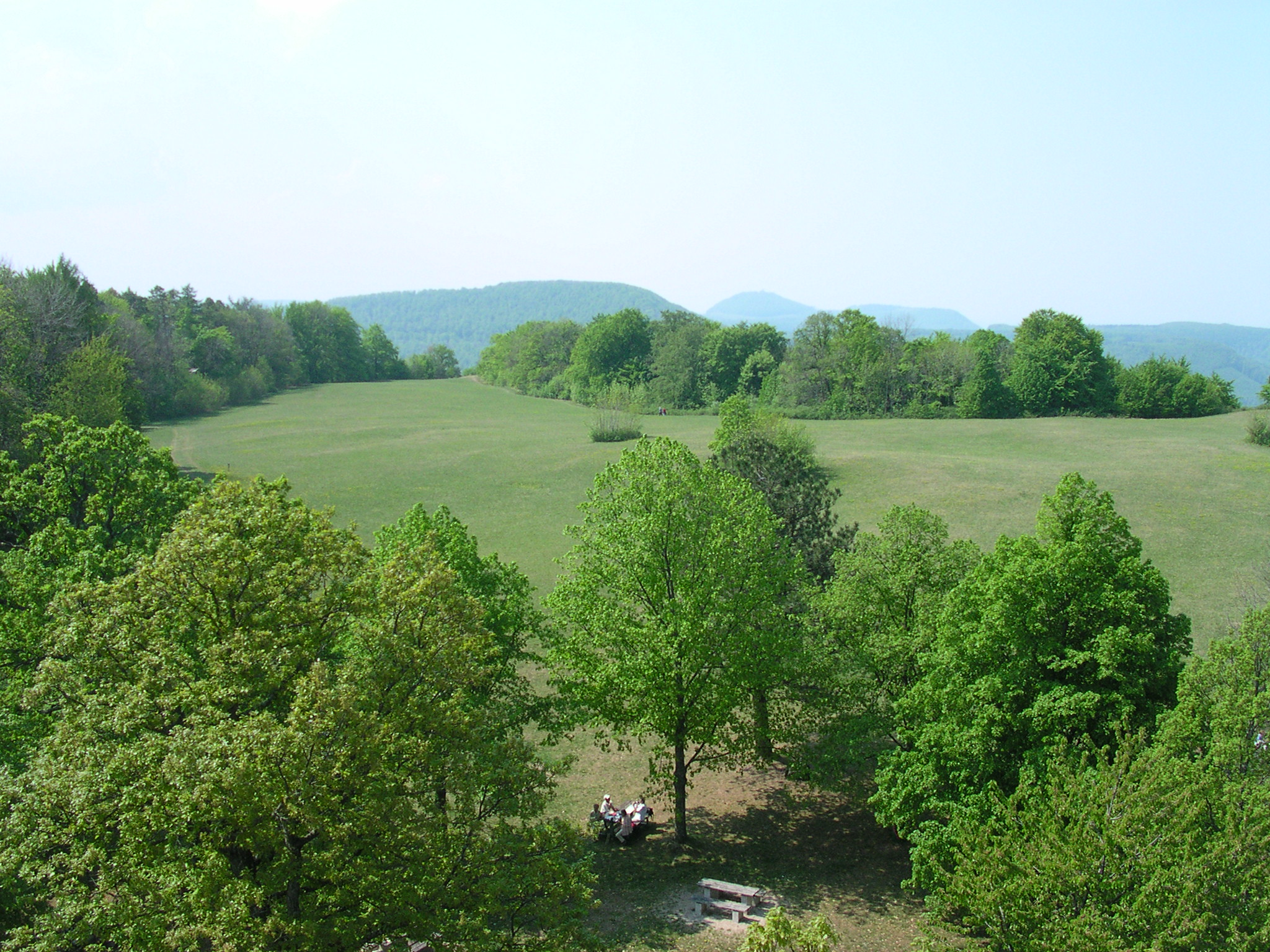
Die Hochebene vom Schönbergturm aus.
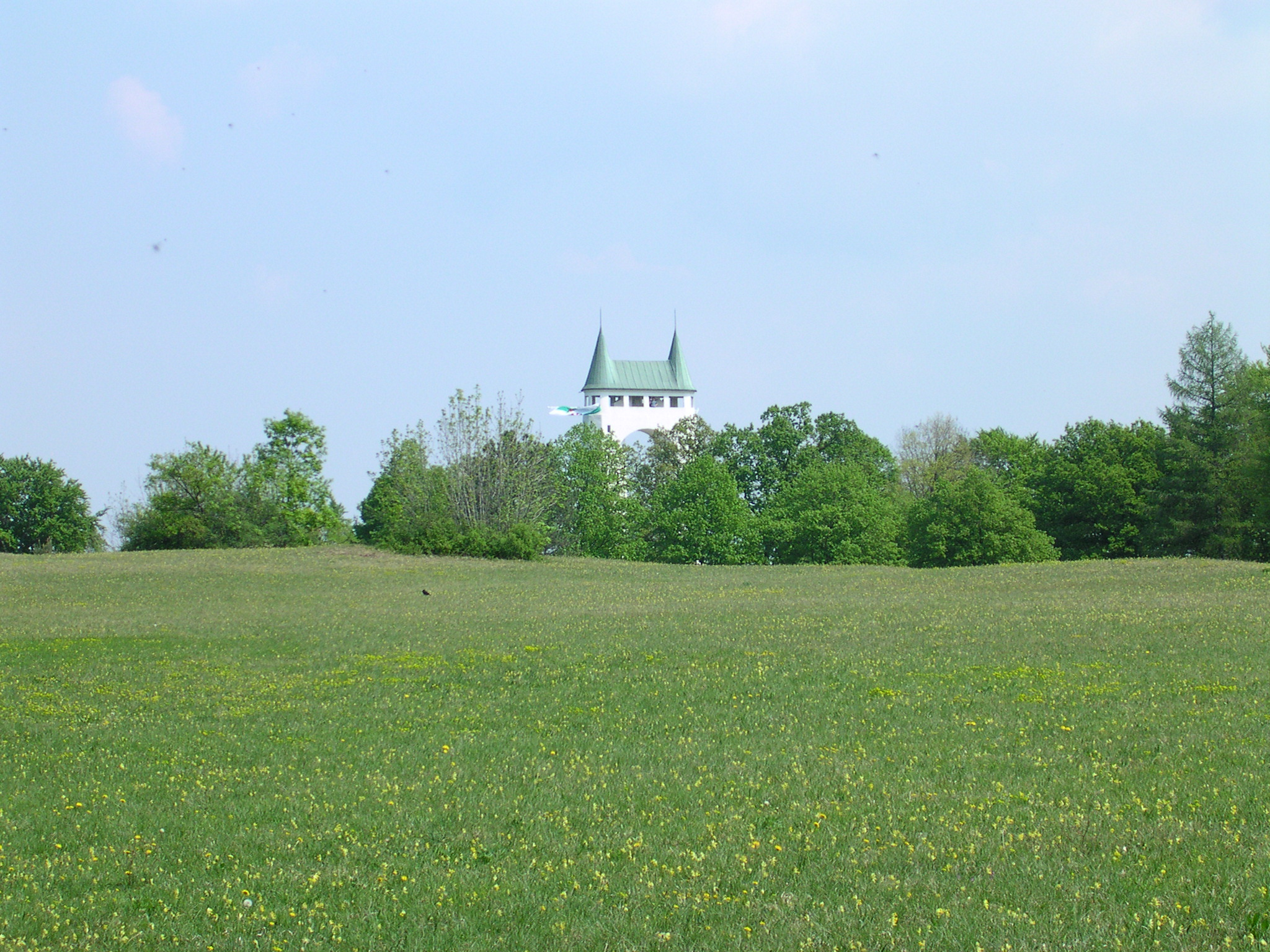
Die Hochwiese von Westen aus mit dem Schönbergturm im Hintergrund.
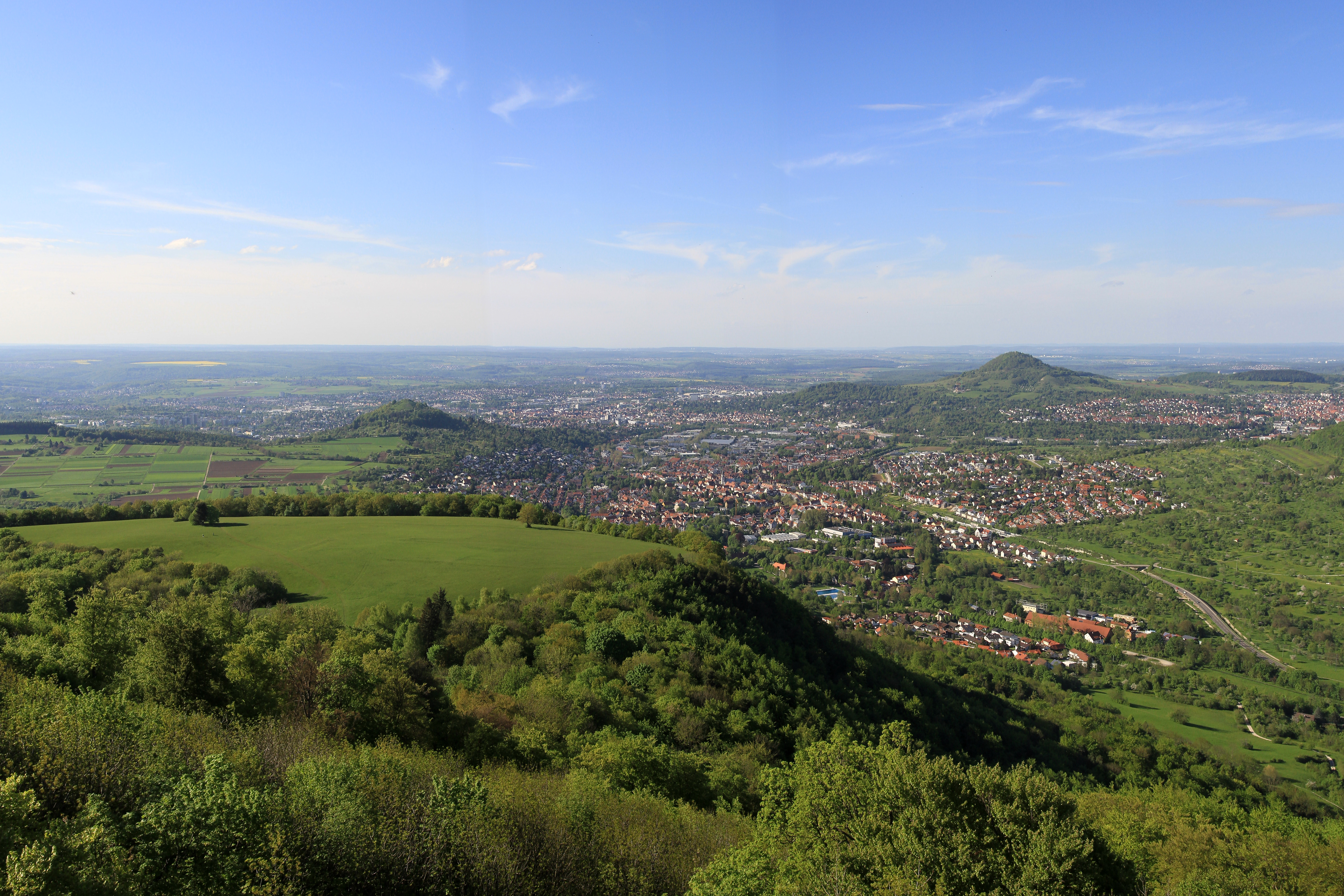
Blick vom Schönbergturm auf die Wanne (vorne links) und Pfullingen.
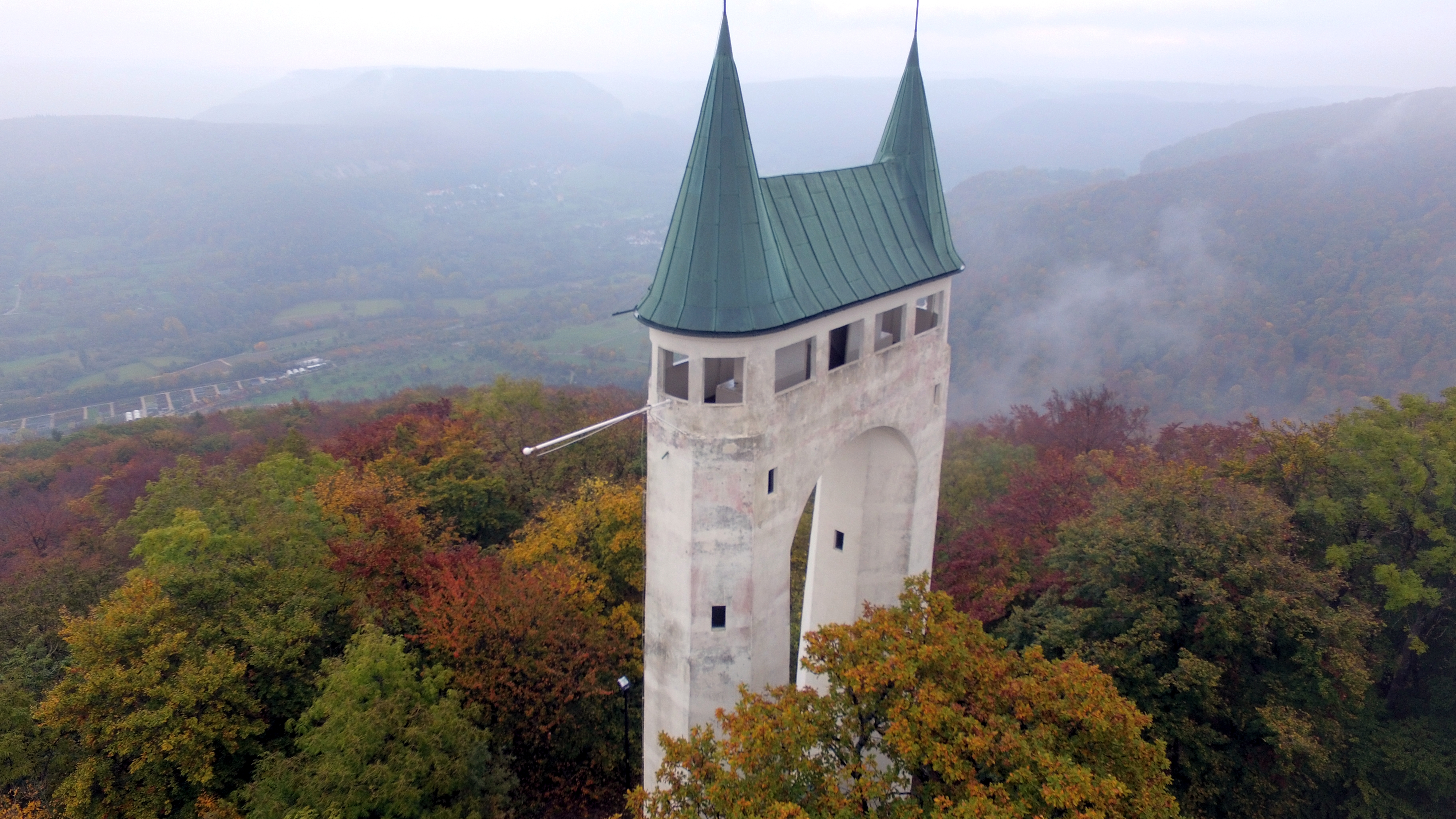
Der Schönbergturm mit dem Echaztal und Lichtenstein im Hintergrund.

## Naturschutz

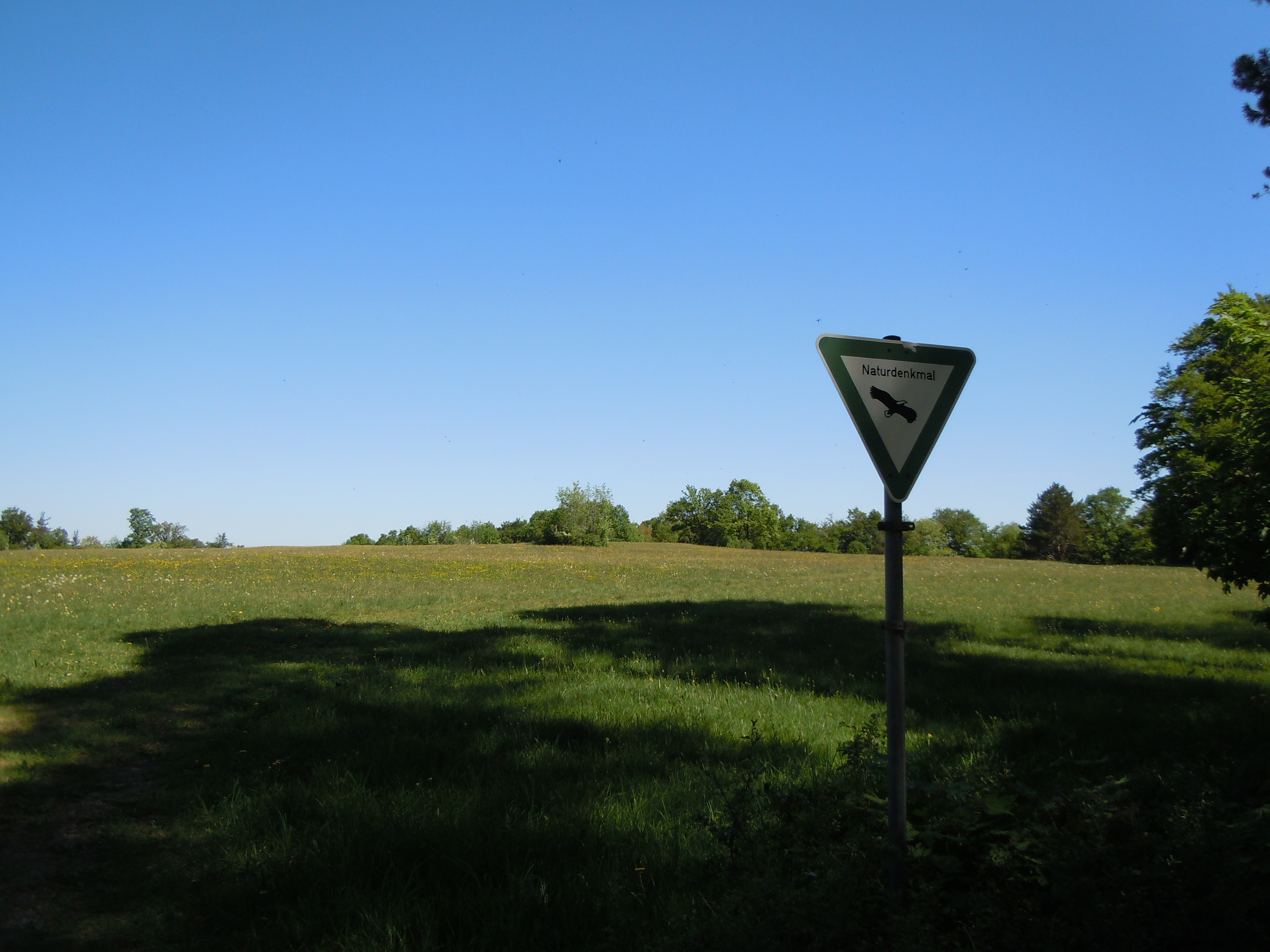
Das Naturdenkmal Bergwiese Schönberg.

Das Gebiet rund um den Schönberg zeichnet sich durch seine besondere Flora und Fauna aus, sodass dort zahlreiche Flächen unter Naturschutz stehen.
Die Bergwiese Schönberg ist ein 4,8 ha großes Naturdenkmal. 4,6 ha stehen ferner für ihren Trockenrasen und die offene Felsbildung als Biotop unter Schutz. Laut der Biotopbeschreibung der Landesanstalt für Umwelt Baden-Württemberg handelt es sich bei der Bergwiese „um einen sehr artenreichen Magerrasen basenreicher Standorte auf der Hochfläche des Schönbergs. Er wird gekennzeichnet durch Knollige Spierstaude, Hufeisenklee und Sonnenröschen. [...] Am Nordostrand, angrenzend zum Wald befinden sich einige zwei bis fünf Meter hohe Felsabstürze. Darauf wachsen Wacholder, Zwergmispel, Felsenbirne, Blaugras, Küchenschelle und Weiße Fetthenne.“
Der 13 ha große Magerrasen Wanne steht ebenfalls für seinen Trockenrasen und die offene Felsbildung sowie wegen seiner Feldhecken und Feldgehölze als Biotop unter Schutz. Laut der Biotopbeschreibung der Landesanstalt für Umwelt Baden-Württemberg handelt es sich „um einen großen, sehr artenreichen Magerrasen auf der flachen Kuppe der Wanne und dem mäßig steilen Westhang des Schönbergs. In der Grasschicht dominiert Aufrechte Trespe. Gekennzeichnet wird die Vegetation durch Knollige Spierstaude, Kleinen Wiesenknopf, Warzen-Wolfsmilch und Berg-Klee. Stellenweise tritt der Säurezeiger Flügelginster auf.“
Zahlreiche weitere Gebiete am Berghang und rund um die Wanne stehen als Waldbiotope, überwiegend als „Strukturreicher Waldbestand“ oder „Seltene naturnahe Waldgesellschaft“, unter Schutz. So etwa der Seggen-Buchen-Wald am Schönberggipfel (2,9 ha), die Waldbestände bei der Wanne S Pfullingen (3,2 ha) und die Eichenwälder W Maustäle S Pfullingen (0,8 ha).    
Das gesamte Gebiet rund um den Schönberg ist ferner Teil des Vogelschutzgebiets Mittlere Schwäbische Alb und des Fauna-Flora-Habitat-Gebiets Albtrauf Pfullingen und liegt in der Pflegezone des Biosphärengebiets Schwäbische Alb.